# Egon Franke (político)

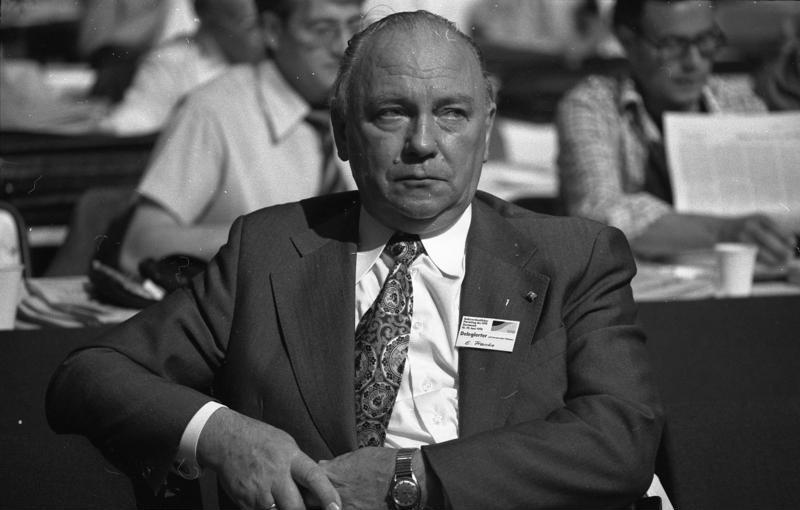
Egon Franke en 1976

Egon Franke (Hannover, 11 de abril de 1913 - ibidem, 26 de abril de 1995) fue un político alemán, miembro del Partido Socialdemócrata de Alemania (SPD).

## Biografía
Miembro del SPD desde antes de la Segunda Guerra Mundial, fue parte de la resistencia alemana al nazismo. En 1946 se convirtió en diputado del parlamento regional del Estado de Hannover (actual Baja Sajonia). Entre 1947 y 1951 fue diputado del Parlamento Regional Bajo Sajón. En 1951 pasó a ser miembro del Bundestag.
Con la formación de la coalición socialdemócrata-liberal liderada por el canciller Willy Brandt en 1969, fue nombrado Ministro Federal de Relaciones Intraalemanas y como tal fue responsable de la aplicación de la Ostpolitik. Tras la ruptura de la coalición en 1982, se convirtió en Vicecanciller de Alemania durante dos semanas.
En 1983 fue reelegido como diputado del Bundestag,  y se retiró de la política cuatro años después al expirar su periodo.